# Castel d'Aiano
Castel d'Aiano är en ort och kommun i storstadsregionen Bologna, innan 2015 i provinsen Bologna, i regionen Emilia-Romagna i Italien. Kommunen hade 1 872 invånare (2018).